# Поранена людина
«Поранена людина» (фр. L'homme blesse) — французька кримінальна драма, 1983 року поставлена режисером Патрісом Шеро. Фільм брав участь в основній конкурсній програмі 36-го Каннського кінофестивалю та змагався за головний фестивальний приз — Золоту пальмову гілку. У 1984 році стрічка отримала премію «Сезар» у категорії за найкращий оригінальний сценарій .

## Сюжет
Анрі (Жан-Юг Англад), звичайний підліток, чий батько має польське походження, нудьгує у пролетарській сім'ї. Він їде до великого міста, де знайомиться з дорослим чоловіком Жаном Лерманом (Вітторіо Меццоджорно) та, зазнавши з ним першого сексуального досвіду, закохується в нього. Але для чоловіка цей сексуальний зв'язок не є чимось серйозним — просто один з безлічі таких же зв'язків. Щоб заслужити своє кохання Анрі намагається заробляти проституцією. Але, не домігшись взаємності, юнак вбиває коханого, що не належить йому…

## У ролях
| Жан-Юг Англад        | ···· | Анрі                       |
| Вітторіо Меццоджорно | ···· | Жан Лерман                 |
| Ролан Бертен         | ···· | Босманс                    |
| Ліза Кройцер         | ···· | Елізабет                   |
| Клод Беррі           | ···· | клієнт                     |
| Хамму Грайя          | ···· | молодий чоловік на станції |
| Жерар Дезарт         | ···· | плачучий чоловік           |
| Армін Мюллер-Шталь   | ···· | батько Анрі                |
| Аннік Алан           | ···· | мати Анрі                  |
| Софі Едмонд          | ···· | сестра Анрі                |

## Визнання
| Нагороди та номінації фільму «Поранена людина» | Нагороди та номінації фільму «Поранена людина» | Нагороди та номінації фільму «Поранена людина» | Нагороди та номінації фільму «Поранена людина» | Нагороди та номінації фільму «Поранена людина» | Нагороди та номінації фільму «Поранена людина» |
| Рік                                            | Нагорода                                       | Категорія                                      | Номінант                                       | Результат                                      |                                                |
| ---------------------------------------------- | ---------------------------------------------- | ---------------------------------------------- | ---------------------------------------------- | ---------------------------------------------- | ---------------------------------------------- |
| 1983                                           | 36-й Каннський кінофестиваль                   | Золота пальмова гілка                          | Поранена людина                                | Номінація                                      |                                                |
| 1983                                           | Міжнародний кінофестиваль у Чикаго             | Ґран-прі Золотий Ґ'юго                         | Поранена людина                                | Номінація                                      |                                                |
| 1984                                           | Премія «Сезар» (9-та церемонія)                | Найперспективніший актор                       | Жан-Юг Англад                                  | Номінація                                      |                                                |
| 1984                                           | Премія «Сезар» (9-та церемонія)                | Найкращий сценарій                             | Ерве Гібер, Патріс Шеро                        | Перемога                                       |                                                |
| 1984                                           | Премія «Сезар» (9-та церемонія)                | Найкращий монтаж                               | Деніс де Казаб'янка                            | Номінація                                      |                                                |